# بلا موجة
بلا موجة كان مشهداً مسرحياً مبتكرا ولمدة قصيرة لاح في الأفق في أواخر السبعينيات في وسط مدينة نيويورك.  وبدلا من أن يرد موسيقي بلا موجة على إعادة صياغة  بانك روك لموسيقى الروك أند رول الكليشيهات، لم يجرب موسيقيو الموجة الضوضاء، التنافر واللامقامية بالإضافة إلى مجموعة متنوعة من ألجينات المختلفة في حين أنها تعكس نظرة عالمية قاسية غير حقيقية  وعدمية.

## نبذة
مصطلح «لا موجة» كان عبارة عن تلاعبًا قائما على الموسيقى الموجية الجديدة التجارية. وتمت صياغتها بواسطه كريس نيلسون من موفونوجو والمشهد الآن  في نيويورك وكرر الجديد.  استمرت الحركة لفترة قصيرة نسبيًا ولكنها أثرت كثيرا على تطور الفيلم المستقل والأزياء والفن البصري.

## الأساليب والخصائص الموسيقية

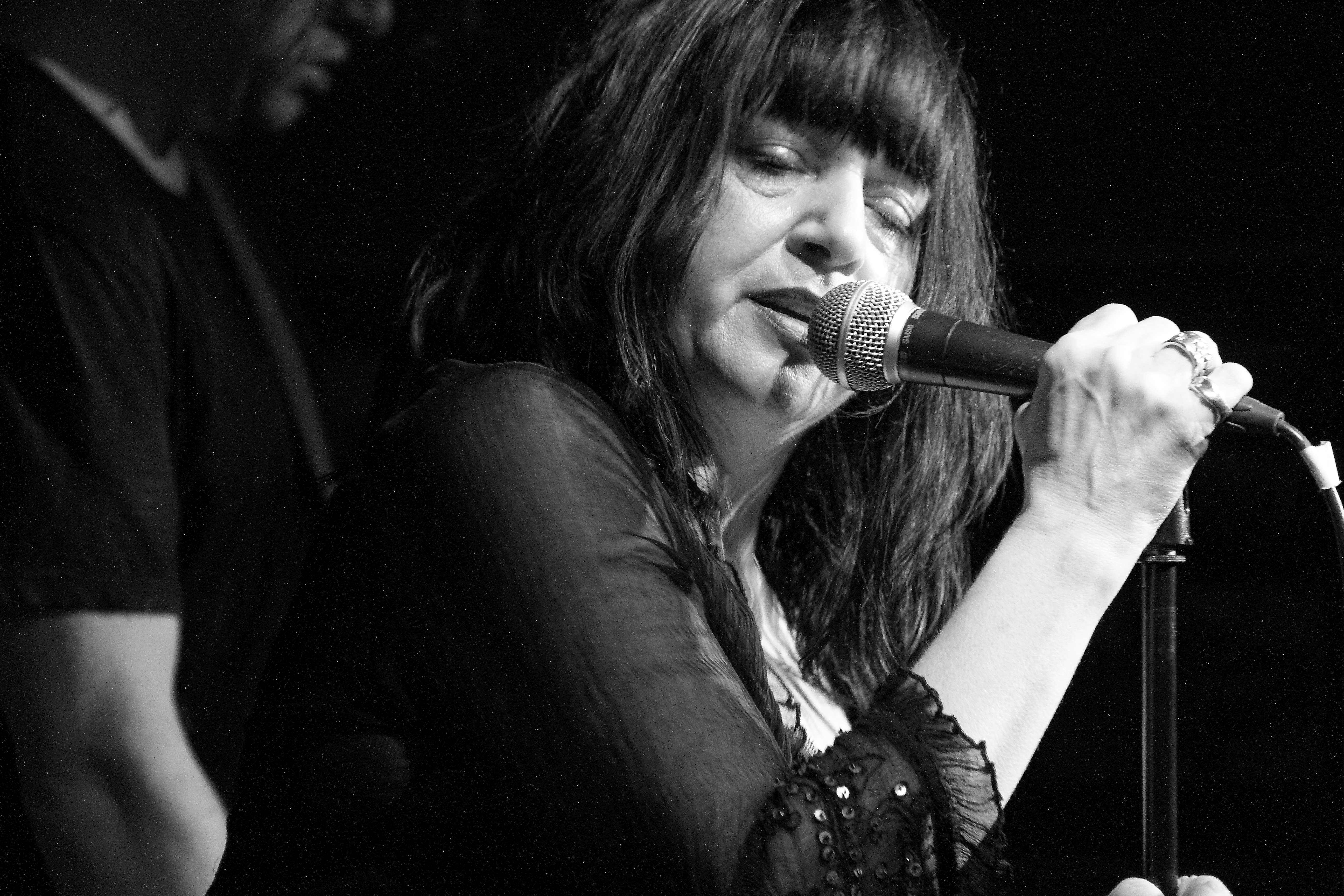
ليديا لانش ريتروفيروس W71 11

«لا توجد موجة» ليست نوعًا موسيقيًا يمكن تحديده بوضوح مع ميزات متسقة ، ولكنها تميزت عمومًا برفض إعادة تدوير جماليات الروك التقليدية ، مثل أنماط موسيقى الروك البلوز وفتحات غيتار تشاك بيري في موسيقى البانك وموسيقى الموجة الجديدة.  اعتمدت مجموعات مختلفة أو استكشفت أنماطًا متباينة مثل الفانك والجاز والبلوز والروك الصخري والطليعي .  وفقًا للكاتب في صوت القرية ستيف أندرسون ، اتبع المشهد أسلوب الاختزال الكاشط الذي «قوض قوة وسحر طليعة موسيقى الروك من خلال حرمانها من تقليد الرد عليها». ادعى أندرسون أن مشهد بلا موجة يمثل «آخر حركة أفانت روك متماسكة من حيث الأسلوب في نيويورك». 
وبالر غم من ذلك ، وجدت بعض اوجة التشابة في معظم الموسيقى بلا موجة ، مثل الأصوات الصوتية الناعمة ؛ إيقاعات القيادة المتكررة ؛ والميل إلى التأكيد على الملمس الموسيقي على اللحن - نموذجي لموسيقى لا مونتي يونغ المبكرة التي كانت في وسط المدينة .  في مطلع الثمانينيات من القرن السابق ، تحول مشهد لا موجة في قلب مانهاتن من أصوله الكاشفة إلى صوت أكثر توجهاً نحو الرقص ، مع مجموعات مثل مع تجميعات مثل ديسكو متحول سجلات زي إي 1981 ,التي تركز على الإحساس المرعب الناتج عن المنافسة في المدينة بين أنماط الهيب هوب وموسيقى الديسكو والبانك ، فضلاً عن تأثيرات موسيقى العالم, الريغي والدبلجة العالمية. 
لم تقدم أي موسيقى موجية وجهة نظر عالمية سلبية وعكست دمار وخراب أواخر السبعينيات وسط مدينة نيويورك وكيف كانت ينظراتهم إلى المجتمع الأكبر.وجاء في مقال  نُشر عام 2020 ، ذكرت ليديا لانتش أن هناك العديد من الاشكاليات في السنوات التي أدت إلى دمار السبعينيات ، وأن تسمية 1967 صيف الحب كان كذبة كبيرة. من المحتمل أن مصطلح «لا موجة» مقتبسة من رائد الموجة الجديدة الفرنسية كلود شابرول ، بملاحظتة«لا توجد أمواج ، أنه المحيط فقط». 

## التاريخ
في عام 1978عقدت سلسلة ضوضاء متأثرة بثقافة البانك في فضاء الفنانين في نيويورك. لم يبدأ أي  موسيقي الموجات مثل كونتورسينتس و المراهق يسوع والهزات والمريخ وفرقة الحمض النووي والفتيات النظريات  و ريس تشاتام بتجربة الضوضاء والتنافر والتناغم بالإضافة إلى أساليب أخرى غير الروك.  وأضيقت هذة المجموعات الأربع السابقة في التجميع لانيويورك ، والتي تعتبر الشهادة الجوهرية للمشهد.وقد تأسست في عام 1978 علامة ZE التي لا ترتبط بالموجة ، ومن شأنها أيضا أن تنتج تجميعات مشكورة ومؤثرة في السنوات اللاحقة. 
وفي مطلع الثمانينيات ، طور فنانون مثل السائل السائل و طائرات B-52s و كرستينا وارثر راسيل جيمس تشانس وليزي ميرسية ديكلوس أسلوب الرقص الذي وصفه لوك سانتي بأنه «لا شيء على الإطلاق وأنه قاع ديسكو».  استمرت مجموعات أخرى من دون موجة مثل سوانز وفرقة "الانتحار" وغلين برانكا و غلين برانكا و بوش ترست و سونيك يوث بو واصلت استكشاف الزلازل وتحويلها إلى ضوضاء وإقليم أكثر هشاشة. 
بلا موجة مستوحاة من سلسلة نويز روك «تجارب السرعة» التي نظمها أعضاء حي الجمجمة في مايو 1983 في ألاعمدة البيضاء ، والتي تضمنت الفرقة البريطانية ذا فال  والفرقة الأمريكية , سونيك بوث  و ليديا لاتنش وبيستي يويز وإليوت شارب و إوز و الأوردينيرس و أرتو ليندسي  و لعبتك القاتلة . تبع ذلك نادي السرعة بعد ساعات العمل الذي تم إنشاؤه في ABC نو ريو.

## السينما
لم تكن السينما الموجية مشهدًا سينمائيًا تحت الأرض في تريبيكا والقرية الشرقية. وقد كان من بين صانعي الأفلام اموس بو ، وإريك ميتشيل ، وتشارلي أهيرن ، وفينسنت غالو ، وجيمس ناريس ، وجيم جارموش ، وفيفيان ديك ، وسكوت بي ، وبيث بي ، وسيث تيليت ، وأدى إلى سينما التعدي وعمل نيك زيد و ريتشارد كيرن.

## الفنون البصرية
كان للفنون المرئية  دورًا كبيرًا في مشهد بلا موجة، حيث غالبًا ما كان الفنانون المرئيون يلعبون في فرق، أو يصنعون مقاطع فيديو وأفلامًا، أثناء صنع الفن المرئي للعرض. كان التأثير المبكر على هذا الجانب من المشهد هو ألان فيغا، المعروف باسم الانتحار ألان الذي سبقت نغمتة الإلكترونية غير المرغوب فيها دوره في مجموعة الموسيقى فرقة "الانتحار"، التي شكلها مع زميله الموسيقي مارتن القس في عام 1970. أصدروا ألبومهم الأول "إنتحار" في سنة 1977 ميلادي.
قدمت الفنانة وصانع الأفلام الأيرلندي فيفيان ديك عددًا من أفلام سوبر 8 مع ليديا لونش في منتصف السبعينيات في مدية  نيويورك.
كان المعرض المهم للفن البصري بلا الموجة هو تنظيم كولاب لعرض التايمز سكوير. في يونيو عام 1980 ، وقام أكثر من 100 فنان بتركيب أعمالهم في صالون تدليك فارغ بالقرب من تايمز سكوير والتي شملت  فنانين بصريين,فاسقين وفناني جرافيتي وفنانين , نسويين وفنانين سياسيين وفناني زيروكس   وفناني الأداء.
لم يعثر الفن الموجي على منزل مستمر في الجانب الشرقي السفلي مع إنشاء معرض ABC نو ريو في سنة 1980 ، وكانت جمالية بلا موجة سلفاً مهيمناً في صالات العرض الفنية للقرية الشرقية منذ عم 1982 إلى 1986.  

## ميراث
في مقدمة كتاب بلا موجة، كتب ويسل والتر  عن تأثير الحركة التمسمر:
بدأت  أعبر عن نفسي موسيقيًا بطريقة شعرت أنها صادقة مع نفسي ، ودفعت باستمرار حدود اللهجة أو النوع وأصرخ دائمًا «ا تبا لك!» بصوت مرتفع في هذه العملية. هذا ما شعرت به حينها وما زلت أشعر بها الآن. تم العثور على المبادئ السامية وراء الحركة (المناهضة) المعروفة باسم «بلا موجة» في الكثير من الأنماط الأصلية الأخرى من قبل وبعدها بنفس القدر، ولكن لبضع سنوات تقريبًا في أواخر السبعينيات الميلادية، وصل تركيز تلك المثل العليا إلى تركيز متماسك ولامع.
في عام 2004 ، قام سكوت كراري باعداد الفيلم الوثائقي  [./Https://en.wikipedia.org/wiki/Kill%20Your%20Idols%20(film) حطم أصنامك] ، بما في ذلك من فرق، عصابات الموجات مثل الانتحار، والمسيح المراهق، والهزائم، والحمض النووي، وغلين برانكا، فضلا عن عصابات متأثرة بلا موجة، بما في ذلك شباب سونيك، وسوانز، وفرقة الجنين وغيرها.
ما بين عام 2007 إلى 2008، نُشرت ثلاثة كتب عن المشهد: فرقة روح الجاز وضجيج نيويورك،  مارك ماسترز من فرقة «بلا شبكة» ،  وثورستون مور وبايرون كوليز بلا شبكه: بوست-بانك. تحت الأرض. نيويورك. 1976-1980.
أنتج كولين فيتزجيبون وآلان دبليو مور فيلمًا بتأليف فيلم قصيرًا في عام 1978 (تم الأنتهاء منه في سنة 2009) لحفل موسيقي لمدينة نيويورك بلا موجة لصالح كولاب تحت عنوان «استحقاق مجلة إكس» ،توثيق أداء الحمض النووي ، جيمس تشانس و كونترينتس ، بوليس بوليس باند . تم تصوير الفيلم بالأسود والأبيض وتحريره بالفيديو ، وقد التقط الفيلم المظهر الجريء وصوت المشهد الموسيقي خلال تلك الحقبة. في عام 2013 ، تم عرضه في صالون 24 ، وهو معرض للفنون في مدينة نيويورك.

## مصنفات الموسيقى
- لا نيويورك (1978) جزر الأنتيل (2006) ليليث ، B000B63ISE
- Just Another Asshole # 5 (1981) compilation LP (CD reissue 1995 on Atavistic # ALP39CD) ، المنتجون: Barbara Ess and Glenn Branca
- شريط احتفالية الضوضاء (1982) TSoWC ، أعمدة بيضاء
- تجارب السرعة (1984) هومستيد تسجل HMS-011
- جميع القيثارات (1985) مجلة Tellus Audio Cassette رقم 10 ، Harvestworks
- نيويورك نو ويف (2003) ZE France B00009OKOP
- ضجيج نيويورك (2003) Soul Jazz B00009OYSE
- ضجيج نيويورك ، المجلد. 2 (2006) الروح جاز B000CHYHOG
- ضجيج نيويورك ، المجلد. 3 (2006) سول جاز B000HEZ5CC

## أفلام وثائقية
- Scott Crary, Kill Your Idols
- Céline Danhier, Blank City
- Coleen Fitzgibbon and Alan W. Moore, X Magazine Benefit
- Ericka Beckman, 135 Grand Street, New York, 1979